# Dvory (Boêmia Central)
Dvory é uma comuna checa localizada na região da Boêmia Central, distrito de Nymburk.